# Square Charles Péguy
Der Square Charles Péguy ist die größte städtische Grünanlage im 12. Arrondissement von Paris.

## Lage und Zugang
Die Anlage hat drei Zugänge: Rue de Montempoivre, Rue Marie Laurencin und Rue Rottembourg. Der Square Charles Péguy ist einer der vier Anlagen, die durch den Parkwanderweg Coulée verte René-Dumont verbunden sind.

## Namensursprung
Die Grünanlage erhielt den Namen des französischen Schriftstellers Charles Péguy (1873–1914).
Im 6. Arrondissement gibt es eine nach ihm benannte Straße, Rue Péguy, allerdings ohne seinen Vornamen.

## Geschichte

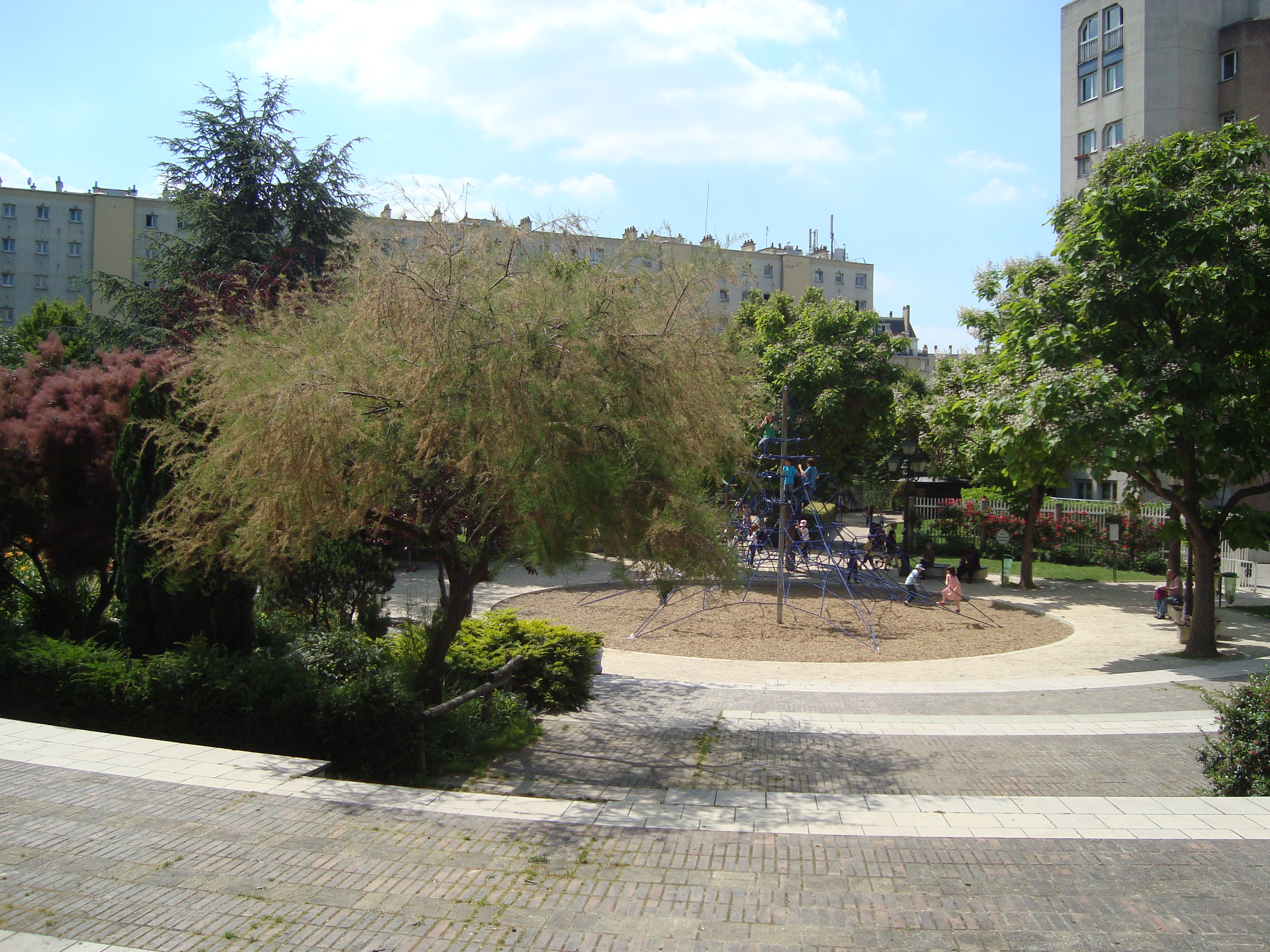
Spielplatz

Dieser 1989 angelegte Park mit einer Fläche von 13.045 m² befindet sich auf einem Teil des Eisenbahnknotens, der die Linie Petite Ceinture mit der Linie Paris-Bastille–Marles-en-Brie verband.
2007 erhielt er die Auszeichnung Espaces verts écologiques, der von der ÉCOCERT vergeben wird. Im Januar 2008 wurde er um 2.860 m² erweitert.

### Anmerkung
1. ↑  Es handelt sich um die weiteren Anlagen: Jardin Hector Malot, Jardin de la Gare de Reuilly - Julien Lauprêtre und Jardin de Reuilly – Paul Pernin.